# Teodor I Làscaris
Teodor I Làscaris (Constantinoble 1174 - Nicea 1222) fou el primer emperador de Nicea (1204 - 1222).

## Relació amb el tron romà
Era fill de Manuel Làscaris i Joana Caratzes. El 1199 es va casar amb Anna Comnena Angelina, filla de l'emperador romà Aleix III Àngel.
Teodor va exhortar el seu sogre a resistir als croats el 1203. Quan la situació era crítica, Aleix va fugir (més tard, el 1205 fou empresonat per Bonifaci I de Montferrat, que estava casat amb la seva germana). Teodor es va seguir oposant a la imposició de l'Imperi Llatí pels croats i quan la ciutat va caure el 12 d'abril del 1204 va cercar refugi juntament amb el seu germà Constantí a la costa asiàtica. Allà va aconseguir reunir algunes tropes amb les quals va dominar Nicea i part de Bitínia. Quan Constantí va morir el 1205, considerat el darrer emperador romà, va prendre el títol de dèspota en nom del seu sogre Aleix III.

## El govern a Nicea
David Comnè de l'Imperi de Trebisonda, que es va encarregar de conquerir les ciutats del Pont com Amisos (Samsun), Sinope, Kastamonu, Amastris i Heraclea va enviar al seu general Sinadè a ocupar la ciutat de Nicomèdia, que havia estat evacuada per l'Imperi Llatí, i Teodor va caure sobre el flanc del seu enemic amb total sorpresa però no va poder forçar la frontera occidental de David perquè Thierri de Loos va apoderar-se de Nicomèdia. El territori de Nicea va pertocar com a feu a Lluís I de Blois però quan Kaloian de Bulgària va atacar Tràcia, Lluís va haver d'anar en ajut de Balduí i va morir en la batalla d'Adrianòpolis el 1205, en la que Balduí fou capturat i Teodor li va prendre Bitínia frustrant els intents d'Enric I de Flandes d'expandir el recentment fundat Imperi Llatí a Anatòlia i va absorbir els territoris de Sabas Asidè a la regió de Sampson, Manuel Maurozomes a Frígia i Teodor Mangafàs a Filadelfia.
Com que Aleix III Àngel estava encara pres, va agafar el títol d'emperador i fou coronat pel patriarca Miquel IV Autorià el 1208. El títol li fou disputat per altres prínceps romans que havien establert dominis propis, especialment per Aleix I Comnè de Trebisonda amb qui va lliurar una guerra durant alguns anys; atacat després per David Comnè, governador de Sinope, conjuntament amb el seu germà Aleix I Comnè de Trebisonda. Va estar en guerra contra Enric I de Flandes, nou emperador llatí (formalment després del 20 d'agost del 1206), amb qui va poder acordar una treva. Contra els seus veïns orientals va obtenir diverses victòries i va aconseguir incrementar els seus dominis i poder.
El 1209, el seu enemic, Miquel I Comnè Ducas dèspota de l'Epir, va pagar el rescat del seu oncle Aleix III perquè sabia que aquest no es conformaria en estar en segon lloc i voldria recuperar el títol d'emperador ocupat per Teodor. Aleix va conspirar contra Teodor amb el suport de Kaykhusraw I, soldà de Rum, a la cort del qual va fugir el 1210. A la batalla del riu Meandre el 1211 les forces del soldà i d'Aleix III foren derrotades, el soldà va morir i l'antic emperador fou capturat per les forces lleials a Teodor. Aquest el va enviar a un monestir a Nicea on va morir un cert temps després ja a avançada edat.
La treva amb els llatins es va trencar el 1214 quan Teodor es va aliar amb Aleix I Comnè de Trebisonda per envair Bitínia, va sorprendre les tropes d'Enric establertes a la zona i la va conquerir. Llavors Enric travessà el Bòsfor amb un exèrcit escollit i va assetjar Pemanene que finalment, després d'una llarga resistència, es va rendir. Enric va fer matar els tres principals oficials encarregats de la defensa de la ciutat: Dermòcit, Andrònic Paleòleg (cunyat de Teodor) i un tercer personatge el nom del qual no s'esmenta però que era germà de Teodor i ha estat identificat com Constantí Làscaris. Finalment es va ajustar la pau a Nimfeu per la qual Enric va haver de reconèixer a Làscaris els territoris a l'est d'una línia entre Sardes i Nicea, i a més a més tota la Bitínia conquerida pel seu exèrcit.
La resta del seu regnat va restar en pau. Malgrat les bones relacions amb l'Imperi llatí, va fer un darrer atac l'any 1220, després del qual es va restaurar la pau. Va morir quan només tenia uns 45 anys, el 1222, després de 18 anys de regnat de fet i 16 anys des de la seva coronació. No va deixar fills mascles i li va succeir el seu gendre Joan III Vatatzes, casat amb la seva filla gran Irene.

## Matrimonis i descendència
Del seu primer matrimoni amb Anna Comnena Angelina tingué dues filles i tres fills que van morir joves:
- Irene, casada amb Andrònic Paleòleg i després amb el futur Joan III Ducas Làscaris Vatatzes
- Maria, casada amb Bela IV d'Hongria
- Nicolau († 1212)
- Joan († 1212)
- Sofia Eudòxia, casada amb Robert de Courtenay, divorciada i casada després amb Anseau de Cayeux.

El 1212 es va casar en segones noces amb Filipa d'Armènia, filla del rei Rubèn III, però el matrimoni fou anul·lat per motius religiosos i el fill que havien tingut fou eliminat de la successió. L'historiador Gardiner ha proposat la teoria per explicar l'anul·lació que probablement Ruben volia casar aquesta filla amb un altre pretendent i va enviar en lloc seu una neboda; quan amb el temps Teodor es va adonar que l'havien enganyat i que la seva dona no era Filipa, va retornar la noia i el fill que havien tingut, Constantí Làscaris, nascut el 1214, cap a la cort de Cilícia.
El 1219 es va casar en terceres noces amb Maria de Courtenay, filla del difunt Pere de Courtenay i de la regent Violant de Flandes.